# Borgolai Grant No.11
Borgolai Grant No.11 là một thị trấn thống kê (census town) của quận Tinsukia thuộc bang Assam, Ấn Độ.

## Nhân khẩu
Theo điều tra dân số năm 2001 của Ấn Độ, Borgolai Grant No.11 có dân số 5034 người. Phái nam chiếm 52% tổng số dân và phái nữ chiếm 48%. Borgolai Grant No.11 có tỷ lệ 66% biết đọc biết viết, cao hơn tỷ lệ trung bình toàn quốc là 59,5%: tỷ lệ cho phái nam là 75%, và tỷ lệ cho phái nữ là 56%. Tại Borgolai Grant No.11, 11% dân số nhỏ hơn 6 tuổi.